# Charte du travail (Italie)
La Charte du travail ou Carta del Lavoro (en italien) est un texte de loi, promulgué le 21 avril 1927, définissant les principes de l'organisation de l'État fasciste et visant à donner une « nouvelle base à la société italienne ». Conformément aux doctrines syndicalistes et corporatistes, « la fin de la lutte des classes y est annoncée, grâce à la coopération entre ouvriers et patrons au sein de corporations instituées par métier par la loi du 16 mars 1928. »   

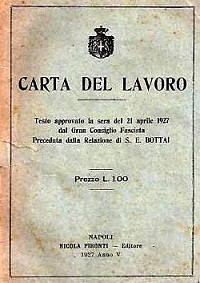

La Charte fut élaborée principalement par le secrétaire d'État aux Corporations, Giuseppe Bottai, puis promulguée par le Grand Conseil du fascisme et publiée dans le journal el Lavoro d'Italia le 23 avril 1927. Marquée par le corporatisme et le syndicalisme révolutionnaire, elle est pensée comme « substitution de l’organisation professionnelle à l’atomisme libéral ». Cette nouvelle organisation prend place autour d'un État « organisateur de tous les intérêts, et volonté générale qui ne prend parti pour aucune classe. » Ainsi, dans la mesure où elle cherche à opposer une « réponse originale du fascisme à la crise du système capitaliste, par opposition au communisme », la Charte tend à être considérée comme une illustration d'une troisième voie, cherchée par le régime fasciste, « entre le capitalisme et le communisme ».

Pour marquer à la fois les convergences et les différences du fascisme et du communisme, Benito Mussollini déclarait en novembre 1921 à la Chambre des députés :
« Je reconnais qu’entre les communistes et nous il n’y a pas d’affinités politiques, mais il y en a d’intellectuelles. Comme vous [les communistes], nous croyons à la nécessité d’un État centralisateur et unitaire capable d’imposer à tous les individus une discipline de fer, avec cette différence que vous arrivez à cette conclusion à travers la conception de classe et que nous y arrivons, nous, à travers la conception de la nation. »
Ainsi, d'une part, la Charte stipule à l'article VII que :
« L'Etat corporatif considère l'initiative privée dans le champ de la production comme l'instrument le plus efficace et le plus utile dans l'intérêt de la Nation. »
Au même article est précisée, d'autre part, la nouvelle division corporatiste du travail. L'employé est légalement considéré comme un « collaborateur actif » de l'employeur, l'un et l'autre étant liés par des « droits et des devoirs réciproques » : 
« De la collaboration des forces productives découle la réciprocité des droits et des devoirs. Le prestataire de travail, le technicien, l'employé ou l'ouvrier est le collaborateur actif de l'entreprise économique dont la direction appartient à l'employeur qui en a la responsabilité. »
Selon l'historien du fascisme Renzo De Felice, les réformes corporatistes promulguées en 1927 constituent « la victoire du syndicalisme fasciste ».